# Peter Fuchs (Soziologe)

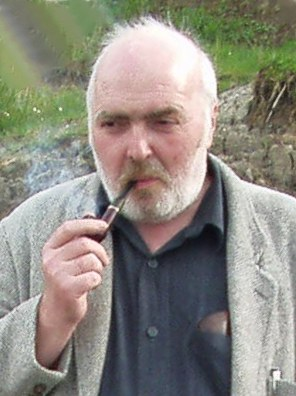
Peter Fuchs, 2002

Peter Fuchs (* 17. Mai 1949 in Dinkelsbühl) war von 1992 bis 2007 Professor für Allgemeine Soziologie und für Soziologie der Behinderung an der Hochschule Neubrandenburg.

## Leben
Nach einer Ausbildung und Berufslaufbahn als Heilerziehungspfleger (1972 bis 1984) studierte Fuchs von 1986 bis 1989 Sozialwissenschaften und Soziologie an der Universität Bielefeld, der Technischen Universität Dortmund und der Fernuniversität in Hagen. 1991 promovierte er an der Justus-Liebig-Universität Gießen mit einer Arbeit über Die Erreichbarkeit der Gesellschaft: zur Konstruktion und Imagination gesellschaftlicher Einheit zum Dr. rer. soc. Seine theoretische Ausrichtung bezieht sich auf die soziologische Systemtheorie von Niklas Luhmann.
Peter Fuchs lebt in Bad Sassendorf und betrieb zeitweise ein Institut für Allgemeine Theorie der Sinnsysteme (iTAS).

## Veröffentlichungen (Auswahl)
- Reden und Schweigen (1989), zusammen mit Niklas Luhmann.
- Die Erreichbarkeit der Gesellschaft (1992)
- Moderne Kommunikation (1993)
- Niklas Luhmann – beobachtet: eine Einführung in die Systemtheorie (1993/3. Aufl. 2004) – eine originelle Einführung in das Werk Luhmanns
- Westöstlicher Divan (1995)
- Die Umschrift (1995)
- Das seltsame Problem der Weltgesellschaft: Eine Neubrandenburger Vorlesung (1997)
- „Lieber Herr Fuchs, lieber Herr Schmatz!“: Eine Korrespondenz zwischen Dichtung und Systemtheorie (1997)
- Das Unbewußte in Psychoanalyse und Systemtheorie (1998),
- Liebe, Sex und solche Sachen. Zur Konstruktion moderner Intimsysteme (1999)
- Intervention und Erfahrung (1999)
- Das Weltbildhaus und die sieben Sachen der Moderne (2001)
- Der Eigen-Sinn des Bewußtseins (2003)
- Der Sinn der Beobachtung. Begriffliche Untersuchungen (2004)
- Das System »Terror«. Versuch über eine kommunikative Eskalation der Moderne (2004)
- Theorie als Lehrgedicht. Systemtheoretische Essays 1 (2004)
- Konturen der Modernität. Systemtheoretische Essays 2 (2005)
- Die Psyche. Studien zur Innenwelt der Außenwelt der Innenwelt (2005)
- Die Verwaltung der vagen Dinge: Gespräche über die Zukunft der Psychotherapie (2011)
- Der Papst und der Fuchs. Eine fabelhaft unaufgeregte Unterhaltung (2012)
- Die Psyche und die harte Welt der Organisation: Gespräche über einen blinden Fleck der Psychotherapie  (2014)
- DAS Sinnsystem. Prospekt einer sehr allgemeinen Theorie (2015)
- Der Fuß des Leuchtturms liegt im Dunkeln. Eine ernsthafte Studie zu Sinn und Sinnlosigkeit (2016)
- Systemerien. Tagweise (2018)
- Die Lehre vom Saint Délire. Konversation über den Sinn von Wahn (2022), mit Markus Heidingsfelder

## Belege
1. ↑  Biographie auf der ehemaligen Website des Instituts für Allgemeine Theorie der Sinnsysteme
2. ↑  Institut für Allgemeine Theorie der Sinnsysteme. Ehemalige Webrepräsentanz des Instituts
3. ↑  Verein „Institut für allgemeine und spezielle Systemtheorien e. V.“ (Memento vom 12. April 2019 im Internet Archive).

| Personendaten    | Personendaten       |
| ---------------- | ------------------- |
| NAME             | Fuchs, Peter        |
| KURZBESCHREIBUNG | deutscher Soziologe |
| GEBURTSDATUM     | 17. Mai 1949        |
| GEBURTSORT       | Dinkelsbühl         |